# 藤大橋
藤大橋（ふじおおはし）は、福島県河沼郡会津坂下町大字坂本 - 柳津町大字藤の只見川に架かる国道49号の橋長219 m（メートル）のトラスドランガー橋。藤大橋以前に架橋されていた藤橋についても説明する。

## 概要
会津坂下町と柳津町を隔てる一級河川只見川を渡り、国道49号を通す。東詰は河沼郡会津坂下町坂本に位置し、「藤わかれ交差点」がありJR只見線会津坂本駅周辺へ向かう国道252号旧道（沼田街道）と分岐する。更に東進すると国道252号現道が分岐する磐越自動車道会津坂下インターチェンジ交差点があり、七折峠を抜ける七折峠トンネルに至る。西詰は河沼郡柳津町藤に位置し、付近には福島県道342号藤小椿線への分岐があり、更に西進すると藤峠を抜ける藤トンネルに至る。
老朽化が進み幅員狭小であった従来の藤橋から架け替えられたもので、1981年度（昭和56年度）から事業化され1985年（昭和60年）に完成した全長219 mのトラスドランガー桁橋である。総事業費は28億円。建設当時、支間長175 mのトラスドランガー橋は東洋一の規模であった。そのために昭和60年度全建賞を受賞している。
- 形式 - 鋼トラスドランガー橋および鋼単純鈑桁橋1連
- 橋格 - 1等橋 (TL-20)
- 橋長 - 219.000 m
  - 支間割 - 175.000 m + 41.900 m
  - アーチ支間 - 120.000 m
- 幅員
  - 総幅員 - 14.200 m
  - 有効幅員 - 12.000 m
  - 車道 - 9.500 m
  - 歩道 - 片側2.5000 m
- 床版 - 鉄筋コンクリート
- 総鋼重 - 1 888.301 t
- 施工 - 石川島播磨重工業[注釈 1]・高田機工・日本鋼管[注釈 2]・松尾橋梁[注釈 3]・三井造船[注釈 4]
- 架設工法 - ケーブルエレクション直吊り工法

## 歴史
- 1925年（昭和2年）10月25日 - 吊橋の藤橋が完成[3]
- 1953年（昭和28年）8月7日 - 現在の藤大橋が完成するまで利用されていた藤橋が完成[2]
- 1972年（昭和47年） - 橋梁の架替事業に着手[4]
- 1979年（昭和54年） - 架替工事に着手[4]
- 1983年（昭和58年）11月9日 - 現在の藤大橋が完成[2]

### 藤橋（旧橋）
- 形式 - 3径間下路式鋼連続ポニートラス橋＋3径間RC連続桁橋
- 橋長 - 210 m
  - トラス部支間割 - 43 m + 54.8 m + 43 m
  - 桁部支間割 - 20.7 m + 27 m + 20.4 m
- 施工 - 高田機工
- 竣工 - 1953年（昭和28年）8月7日

藤大橋架橋以前に供されていた橋である。当地における架橋は1885年に初代藤橋として全長108 mの木橋が架けられたことから始まる。以後流出と架橋を繰り返し、1927年（昭和2年）にはコンクリート橋脚の吊橋が建設された。しかし、下流に片門ダムが建設されたことから只見川の水位が上昇し旧橋が水没するために1953年（昭和28年）に新たな藤橋として全長210 mのトラス橋が建設された。